# Aeropuerto Juan Pablo Pérez Alfonzo
El Aeropuerto Internacional Juan Pablo Pérez Alfonzo (IATA: VIG, OACI: SVVG) es un aeropuerto público venezolano ubicado en la ciudad de El Vigía, en el Estado Mérida. Es el mayor aeropuerto por número de pasajeros de la región andina venezolana y el sur del lago de Maracaibo, tras el cierre de operaciones de vuelos comerciales del Aeropuerto Nacional Alberto Carnevalli de Mérida tras el accidente de accidente del Vuelo 518 de Santa Bárbara Airlines, atendiendo a su vez a la ciudad de Mérida. Desde el aeropuerto se mantienen operaciones nacionales regulares a las ciudades de Caracas y Porlamar, así como operaciones estacionales a destinos dentro del Caribe.

## Historia y construcción

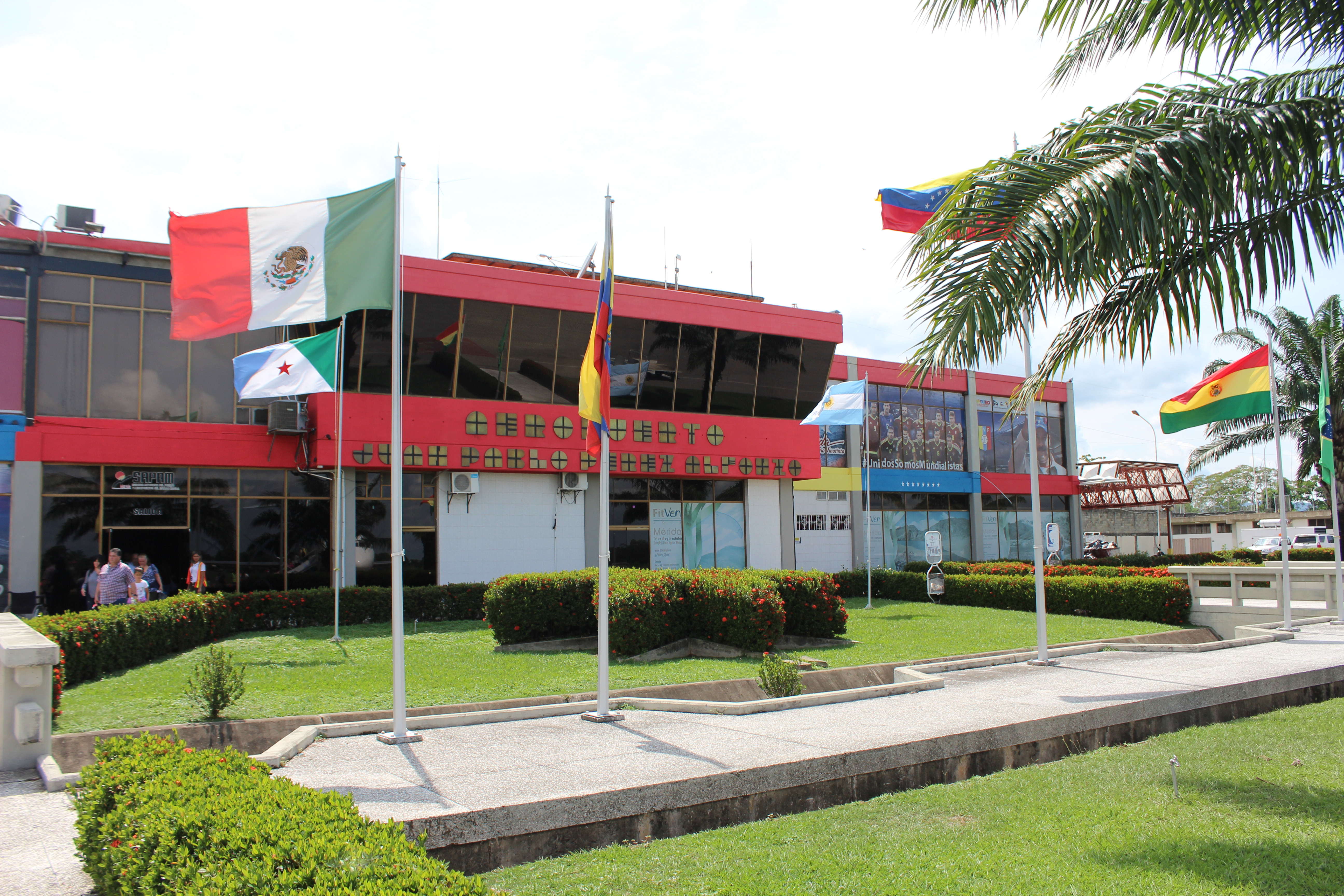
Terminal del Aeropuerto Juan Pablo Pérez Alfonzo.

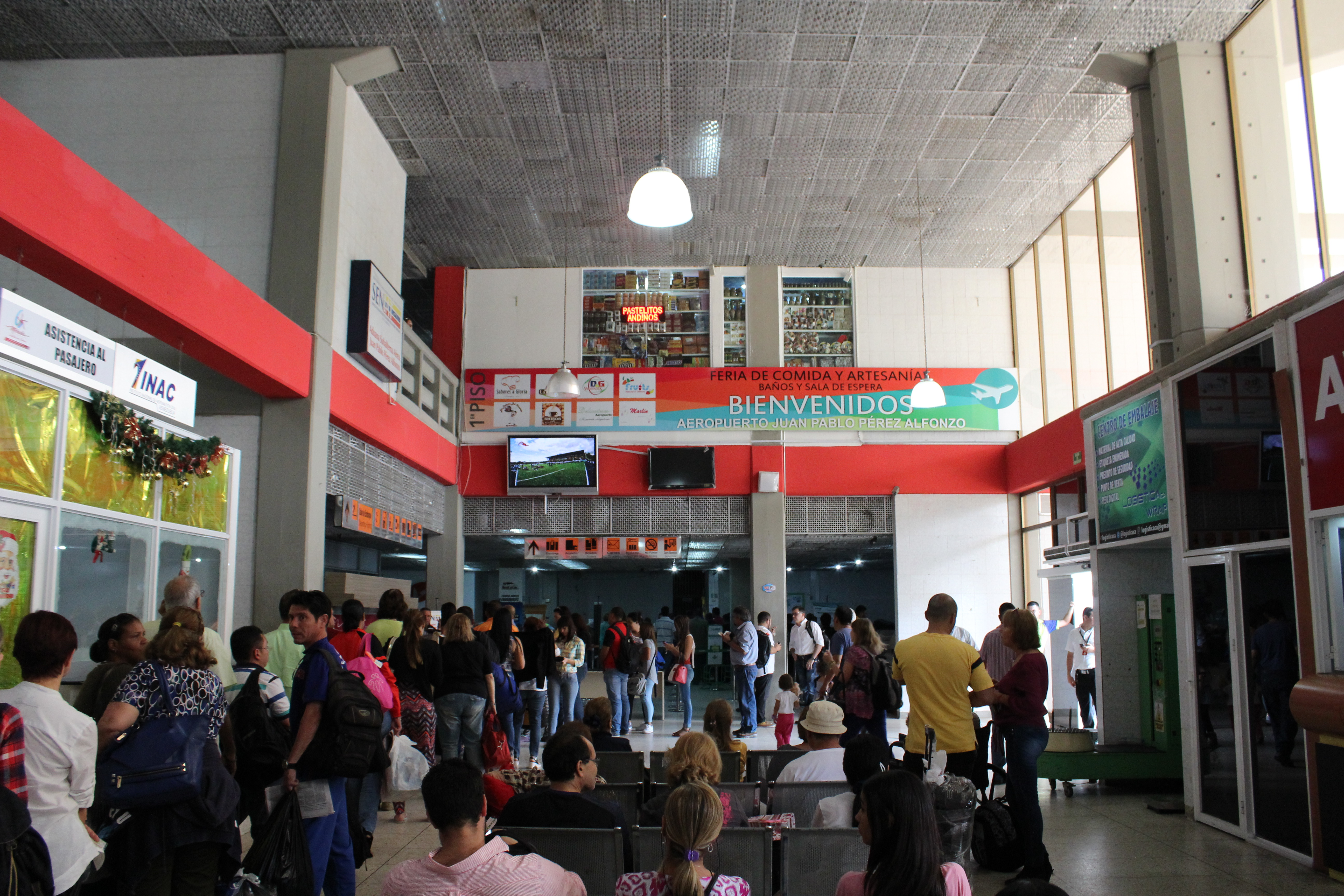
Interior del aeropuerto.

El aeropuerto Internacional Juan Pablo Pérez Alfonzo empezó mediante la idea de varios personajes ilustres de la entonces población de El Vigía, no obstante, debido al creciente desarrollo económico, se dio inicio a la creación de un proyecto de transporte de carga y pasaje vía aérea; este momento es cuando los señores Roberto Smith Perera, Luis Penzini Fleury y Jesús Rondón Nucete encabezan la creación del aeropuerto, la cual tuvo un costo en la década de los 1990s de 465,04 millones de Bolívares. El principal objetivo era construir un terminal aéreo capaz de manejar en sus instalaciones aeronaves de fuselaje ancho como el Boeing 747 o el McDonnell Douglas DC-10. Sin embargo nunca recibió estos tipos de aviones. Una de las características que más resaltan del aeropuerto es que la pista (de más de 3.000 metros de longitud), es la segunda más larga de Venezuela después de la del Aeropuerto Internacional de Maiquetía Simón Bolívar. La pista dispone de iluminación nocturna, lo cual permite operaciones de vuelos visuales incluso después de la puesta del sol. También cuenta con una plataforma de estacionamiento de 30.750m² que está equipada con servicios de suministro de combustible por tubería directo al avión. El aeropuerto fue inaugurado el 31 de julio de 1991.
Desde que el aeropuerto fue inaugurado en el año 1991, no ha tenido remodelaciones de importancia, sin embargo, la institución controladora adquirió unos equipos de radioayuda de tecnología francesa en el año 1997 y no fue hasta 2006 cuando se instalaron las radioayudas y se procedió a la presentación del proyecto de Certificación de Internacionalización.

## Cobertura tegional
Tras el cese de operaciones de vuelos comerciales del Aeropuerto Nacional Alberto Carnevalli de la Ciudad de Mérida tras el accidente de SBA Airlines Vuelo 518 de Santa Bárbara Airlines, esta terminal aérea cubrió las necesidades de toda la entidad andina, además de la Zona Sur del Lago de Maracaibo, pues mantiene una distancia menor a 1 hora y 30 minutos de importantes puntos demográficos. Aun cuando ya el Instituto Nacional de Aeronáutica Civil tras la solicitud del presidente Chávez autorizó reanudar las operaciones al Aeropuerto Alberto Carnevalli al principio solo autorizó al SAPAM (Servicio Autónomo del Puerto y Aeropuertos de Mérida) a permitir las operaciones solo a Conviasa después se le autorizó al Avior Regional Avior Airlines aun así las personas prefieren viajar desde el Vigía debido al miedo que ocasionó a las personas el Vuelo 518 de Santa Bárbara Airlines.
- Área Metropolitana de Mérida - 90 minutos - 504.287 habitantes.

- Santa Bárbara del Zulia, Estado Zulia - 40 minutos - 71.821 habitantes.

- Tovar y Zona del Valle del Mocotíes - 30 minutos - 95.582 habitantes.

- Coloncito, San Simón y La Tendida del estado Táchira - 1 hora y 30 minutos - 42.000 habitantes..

- Nueva Bolivia - Palmarito, Tucaní, Bobures - Caja Seca - 1 hora y 30 minutos - 140.000 habitantes

## Aerolíneas y destinos
| Destinos por aerolínea                  | Destinos por aerolínea             |
| Aerolíneas                              | Ciudades                           |
| --------------------------------------- | ---------------------------------- |
| Aeropostal 1 destino                    | Nacional (1): Caracas              |
| Avior Airlines 1 destino                | Nacional (1): Caracas              |
| Conviasa 2 destinos                     | Nacionales (2): Caracas / Porlamar |
| Estelar Latinoamérica 1 destino         | Nacional (1): Caracas              |
| Laser Airlines 1 destino                | Nacional (1): Caracas              |
| Total: 2 destinos, 1 país, 4 aerolíneas |                                    |

### Destinos nacionales
| Ciudades                                   | Nombre del aeropuerto                               | Aerolíneas                                                                      |
| ------------------------------------------ | --------------------------------------------------- | ------------------------------------------------------------------------------- |
| Distrito Capital - Caracas                 | Aeropuerto Internacional de Maiquetía Simón Bolívar | Aeropostal / Avior Airlines / Conviasa / Estelar Latinoamérica / Laser Airlines |
| Nueva Esparta - Porlamar                   | Aeropuerto Internacional del Caribe Santiago Mariño | Conviasa                                                                        |
| Total: 2 destinos, 2 estados, 4 aerolíneas |                                                     |                                                                                 |

#### Aeronaves Operativas
- Aeropostal: McDonnell Douglas MD-82
- Conviasa: Embraer 190
- Estelar Latinoamérica: Boeing 737-300
- Laser Airlines: McDonnell Douglas MD-82

### Vuelos y aerolíneas estacionales
| Ciudades                           | Aeropuerto                                          | Aerolíneas            |
| ---------------------------------- | --------------------------------------------------- | --------------------- |
| Venezuela (1 destino, 1 aerolínea) |                                                     |                       |
| Porlamar                           | Aeropuerto Internacional del Caribe Santiago Mariño | Estelar Latinoamérica |

Antiguas aerolíneas
- Avensa (Financista de la Obra)
- SBA Airlines
- Venezolana
- Aserca Airlines

### Antiguos destinos internacionales
- Aruba - Aeropuerto Internacional Reina Beatriz
- Curazao - Aeropuerto Internacional Hato
- Cartagena de Indias - Aeropuerto Internacional Rafael Núñez
- Barranquilla - Aeropuerto Internacional Ernesto Cortissoz